# Кандарели, Гиви Луарсабович
Гиви Луарсабович Кандарели (21 февраля 1933, Сагареджо, Грузия — 7 июня 2006, Тбилиси, Грузия) — грузинский художник, гобеленист, акварелист и керамист. Заслуженный деятель искусств Грузинской ССР (1980). Лауреат Государственной премии СССР (1983).
Основоположник грузинской школы гобелена. Один из основоположников китайской школы гобелена. 
В 1983 году удостоен Государственной премии СССР в области литературы, искусства и архитектуры за серию гобеленов «Моя Родина»: «Алванские колхозницы», «Хлеб наш насущный», «Баллада о Пиросманишвили», «Мир в надёжных руках».
В 1997 году награждён орденом Чести.
Похоронен на Сабурталинском кладбище.